# Ramulus robinius
Ramulus robinius är en insektsart som först beskrevs av Cai 1993.  Ramulus robinius ingår i släktet Ramulus och familjen Phasmatidae. Inga underarter finns listade i Catalogue of Life.